# Morový sloup (Nymburk)
Morový sloup v Nymburce stojí na náměstí Přemyslovců, postaven byl na památku události, která postihla obyvatele královského města počátkem 18. století. Je chráněn jako kulturní památka České republiky.

## Stavba
Jde o skutečný morový sloup, postavený po překonání morové epidemie, která postihla město v roce 1713. Díky dobře fungujícímu průtoku hradebních příkopů, Malých a Velkých Valů labskou vodou, bylo město stiženo epidemiemi poměrně málo. Mor si zde vybíral oběti v letech 1549, 1563, 1598, 1606 a 1713. Čtyři roky po poslední morové ráně byl na hlavním náměstí vztyčen pískovcový morový sloup, který se stal ústředním výtvarným motivem centra města. Datování postavení sloupu lze vyčíst z latinského nápisu na jeho postamentu.
Barokní morový sloup, sousoší s Pannou Marií na vrcholu a s plastikami sv. Jiljí, sv. Josefa, sv. Václava a sv. Floriána, pochází z roku 1717 a jeho autorství je přisuzováno Janu Jiřímu Šlanzovskému. Jeho věrnou kopií (takřka doslovnou) byl dnes zaniklý mariánský morový sloup v Kostelci nad Černými lesy, který Šlanzovský vytvořil roku 1719.
V roce 1857 bylo sousoší opraveno. Na počátku 21. století měl sloup kvůli zatékání do masivu hlavního podstavce částečně narušenou statiku. Restaurátor Jan Brabec proto roku 2014 provedl jeho opravu.

## Popis
Sloup má bohatě členěný podstavec na několikastupňovém soklu. V jeho rozích stojí sochy svatého Václava, svatého Jiljí, svatého Floriána a svatého Josefa. V roce 1857 bylo sousoší opraveno. Uprostřed podstavce je hranolový postament s latinskými nápisy (obsahují datování), zakončený profilovanou římsou. Postament přechází v kónický sloup s ozdobnou hlavicí a sochou Panny Marie v podživotní velikosti.
Význam připojených soch světců:
- Sv. Václav - kníže český, byl zvolen pro umístění na sokl sloupu jako patron země české.
- Sv. Florian – mučedník, je od počátku středověku ochráncem proti ohni a vodě. Jeho atributem je nádoba s vodou, kterou se hasí hořící dům. Neboť Nymburk trpěl po dobu své existence mnoha ničivými požáry, není divu, že byl sv. Florian zvolen jedním z ochránců města.
- Sv. Jiljí - poustevník, je patronem mrzáků a chudých a ve středověku patřil k nejoblíbenějším světcům západní Evropy. Jeho atributem je dle historické legendy laň a šíp. Od roku 1636 je mu zasvěcen kostel sv. Jiljí, je tedy patronem městského gotického chrámu, a proto mu patří místo na sloupu.
- Sv. Josef s Ježíškem v náručí uzavírá čtveřici světců na morovém sloupu a jeho umístění na sloupu je „rodinnou záležitostí“.

## Galerie

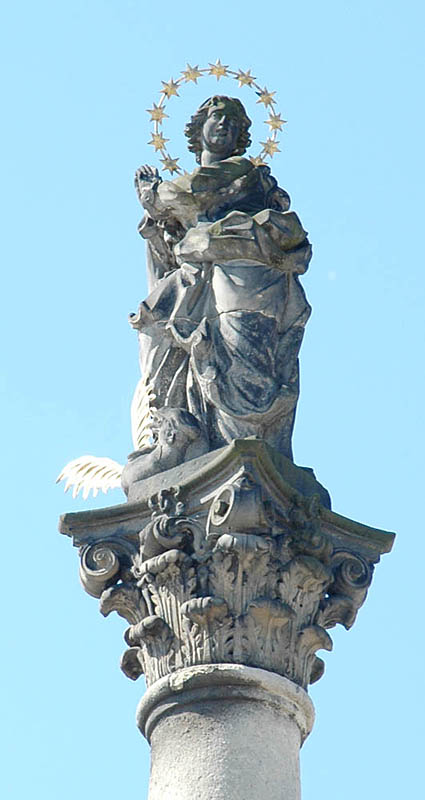
Socha Panny Marie
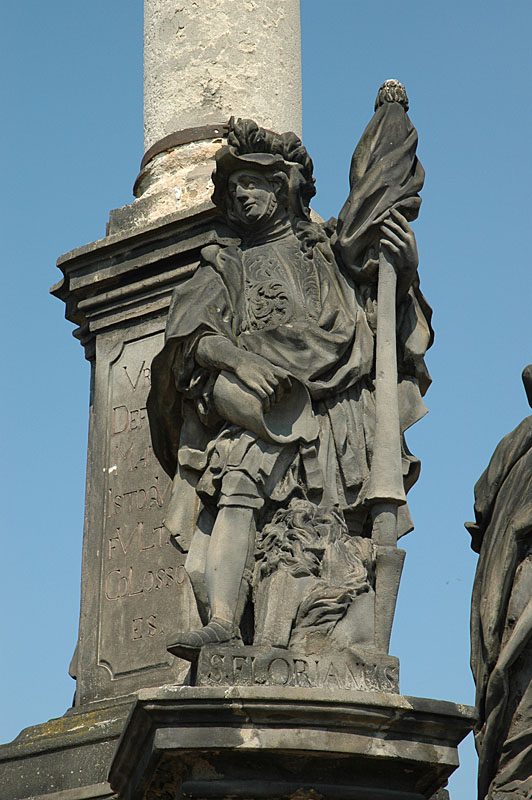
Socha sv. Floriána
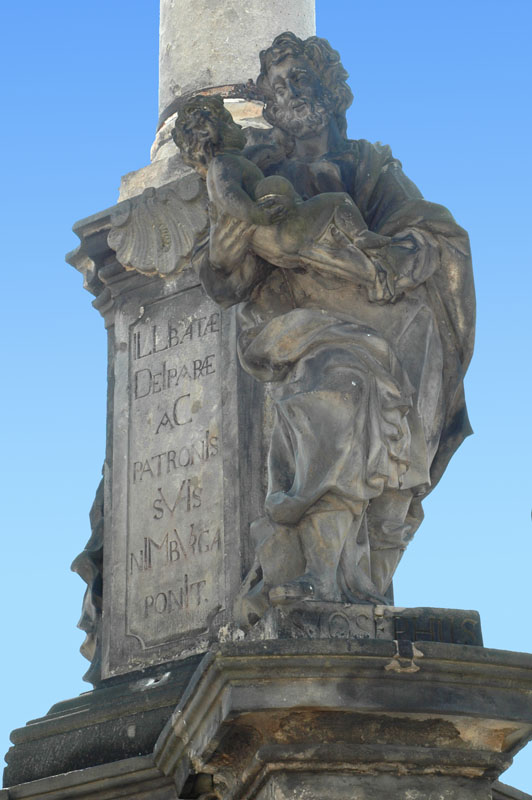
Socha sv. Josefa
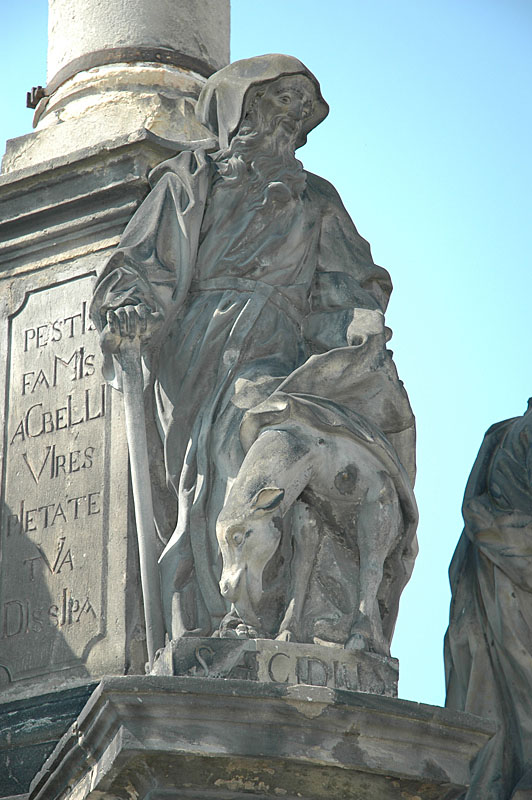
Socha sv. Jiljí